# Grallaire d'Urrao
Grallaria urraoensis, Grallaria fenwickorum
Espèce
Synonymes
- Grallaria fenwickorum Barrera et Bartels, 2010[1]

Statut de conservation UICN

 CR  : 
En danger critique
Le Grallaire d'Urrao (Grallaria urraoensis) est une espèce d'oiseaux de la famille des Grallariidae.

## Systématique
La description de cette espèce, faite par Barrera et Bartels (mai 2010), a donné lieu à controverse. En effet, c'est Diego Carantón-Ayala (d), alors travaillant pour la fondation ProAves en Colombie, qui a découvert cette espèce. Après avoir quitté la fondation, son ancien employeur a précipité une publication pour le devancer et ainsi pouvoir choisir le nom scientifique de l'espèce (Grallaria fenwickorum), afin d'honorer la famille de George Fenwick, président de l’American Bird Conservancy (en), l'un de ses riches donateurs.
Le comité de classification sud-américain (dépendant de l'Union américaine d'ornithologie) ainsi que le Congrès ornithologique international ont décidé de préférer le nom scientifique Grallaria urraoensis décrit par Diego Carantón-Ayala et Katherine Certuche-Cubillos (d) (juin 2010), considérant que la description de Barrera et Bartels était invalide pour des raisons techniques.

## Description
Ce grallaire est un oiseau gris et brun ressemblant à une grive.

## Répartition et habitat
Cette espèce est endémique de Colombie. Il vit dans les forêts de montagnes composées principalement de chênes. On le trouve entre 2 500 et 3 300 m d'altitude. Il est possible qu'il puisse vivre en dessous de 2 500 m d'altitude, mais cela n'a pas pu être vérifié puisque presque toutes les forêts ont été détruites en dessous de cette altitude.

## Étymologie
Son épithète spécifique, composée de urrao et du suffixe latin -ensis, « qui vit dans, qui habite », lui a été donnée en référence au lieu de sa découverte, la municipalité d'Urrao dans le département d'Antioquia en Colombie.

## Publication originale
- (en) Diego Carantón-Ayala et Katherine Certuche-Cubillos, « A new species of antpitta (Grallariidae: Grallaria) from the northern sector of the Western Andes of Colombia », Ornitología colombiana, vol. 9,‎ mai 2010, p. 56-70 (ISSN 1794-0915, OCLC 971941219, lire en ligne).